# Florent Goulet
Pour les articles homonymes, voir Goulet.
Florent Goulet est un poète élégiaque français du XVIe siècle, né à Nogent-le-Rotrou. Il est notamment l'auteur de plusieurs épitaphes du premier Président du Parlement de Paris Christophe de Thou, après la mort de ce dernier en 1582.